# Lex causae
Lex causae este un concept specific dreptului internațional privat și se referă la legea care reglementează fondul cauzei, desemnată de normele privind conflictul de legi. Pentru mai multe detalii a se vedea legea aplicabilă.